# ویلیام بست
ویلیام بَـست (انگلیسی: William Bast؛ ‏ ۳ آوریل ۱۹۳۱ – ۴ مهٔ ۲۰۱۵) مؤلف و فیلم‌نامه‌نویس اهل ایالات متحده آمریکا بود. وی دو زندگی‌نامه برای جیمز دین نوشت.
از فیلم‌ها یا مجموعه‌های تلویزیونی که وی در آن‌ها نقش داشته‌است، می‌توان به بن کیسی، آلفرد هیچکاک تقدیم می‌کند، دودمان و مردی با نقاب آهنین اشاره نمود.
وی همچنین برندهٔ جوایزی همچون جایزه ادگار شده‌است.